# Коші (річка)
Коші (неп. कोशी, англ. Koshi) або Косі (гінді कोसी) — річка в Непалі та Індії, одна з найбільших приток Гангу.
| Індія | Це незавершена стаття з географії Індії. Ви можете допомогти проєкту, виправивши або дописавши її. |

| Річка | Це незавершена стаття про річку. Ви можете допомогти проєкту, виправивши або дописавши її. |